# Landesmuseum für Vorgeschichte (Halle (Saale))

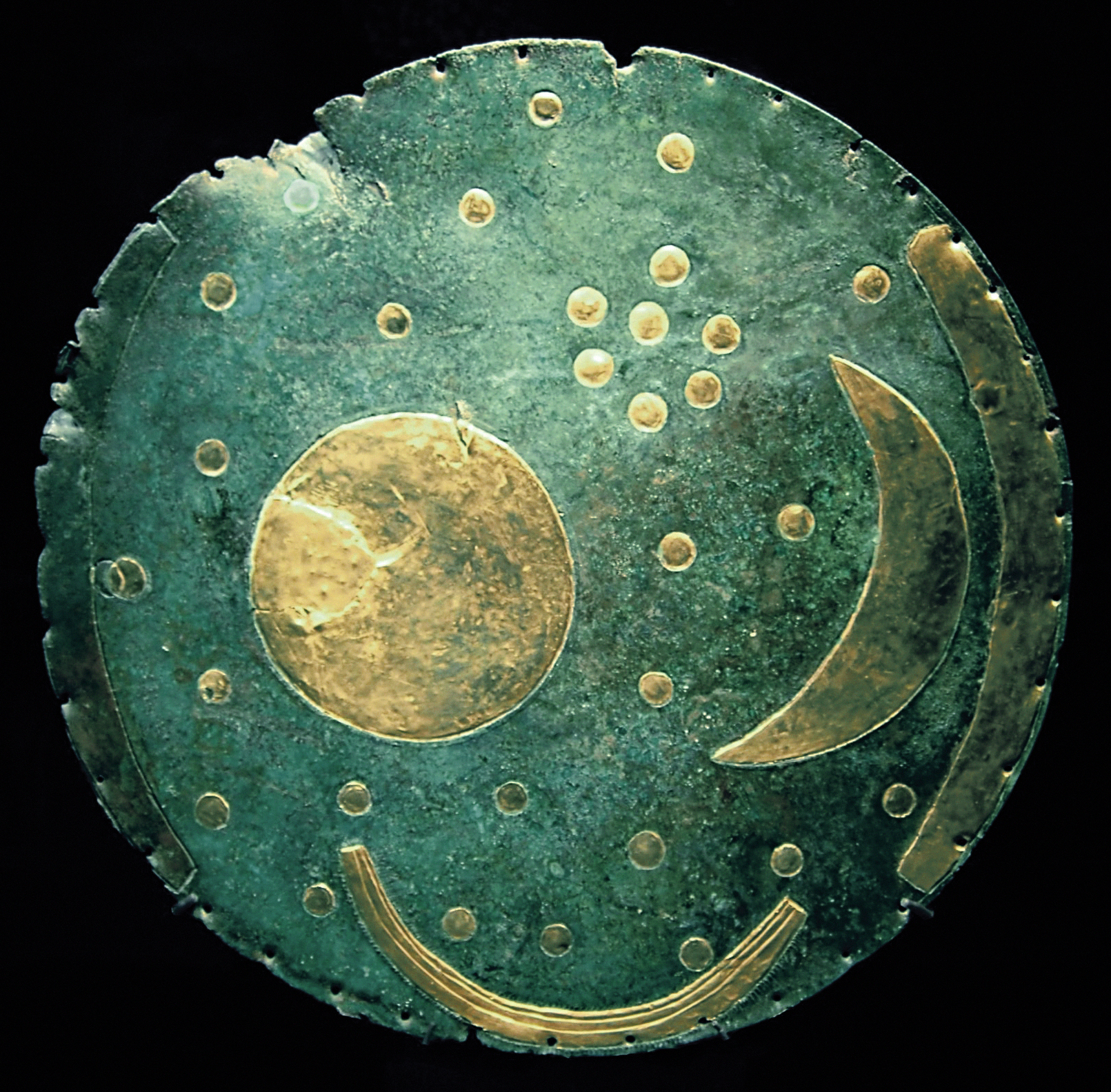
Himmelsscheibe von Nebra

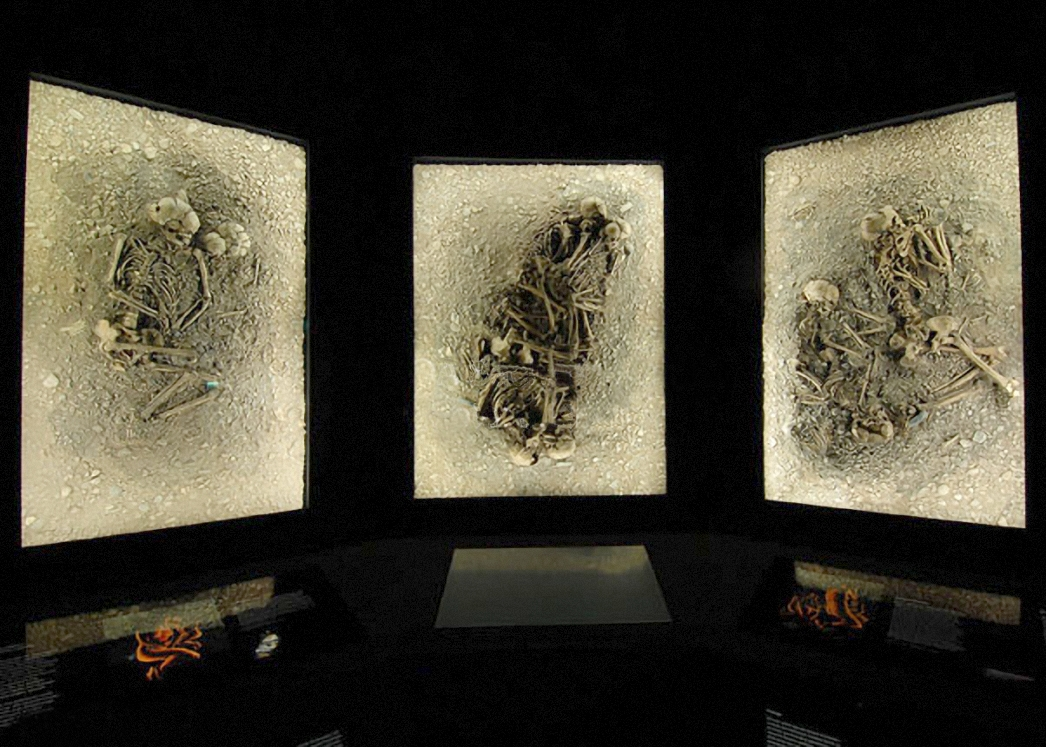
Bestattungen von Eulau

Das Landesmuseum für Vorgeschichte in Halle (Saale) ist das archäologische Landesmuseum des Bundeslandes Sachsen-Anhalt und gehört zum Landesamt für Denkmalpflege und Archäologie Sachsen-Anhalt.
Als Teil der archäologischen Denkmalpflege in Sachsen-Anhalt beherbergt es eine der ältesten, umfangreichsten und bedeutendsten archäologischen Sammlungen in Deutschland. Zum umfangreichen Sammlungsbestand von mehr als 15 Millionen Funden gehören zahlreiche Stücke weltweiten Ranges, wie beispielsweise die berühmte Himmelsscheibe von Nebra, die sich seit dem 23. Mai 2008 in der Dauerausstellung des Museums befindet. Zu den zahlreichen weiteren bedeutenden Funden zählen unter anderem der Reiterstein von Hornhausen, die Familiengräber von Eulau, der Waldelefant von Gröbern und die Schamanin von Bad Dürrenberg.

## Geschichte des Museums
Die Sammlung des späteren Landesmuseums basierte auf der Sammlung des am 3. Oktober 1819 gegründeten Thüringisch-Sächsischen Vereins für Erforschung des vaterländischen Alterthums und Erhaltung seiner Denkmale in Naumburg. 1823 erfolgte die Verlegung nach Halle und 1825 die Unterbringung der Sammlung im Alten fürstlichen Prachtsaal der Neuen Residenz. Am 18. November 1876 wurde auf Beschluss des Landtages die Historische Commission der Provinz Sachsen gegründet. Im März 1882 wurden die Mittel zur Einrichtung eines Provinzialmuseums vom Landtag bewilligt. Erster Direktor wurde am 16. Juli 1884 der Konservator und Oberst a. D. Hans von Borries. Mit dem Beschluss der Historischen Kommission vom 21. April 1886, dem Museum geeignete Mitarbeiter bereitzustellen, begann die amtliche Bodendenkmalpflege in der Provinz Sachsen. Die Sammlung des Thüringisch-Sächsischen Altertumsvereins ging bis August 1883 in den Besitz des Provinzialmuseums über.
Der Architekt Wilhelm Kreis entwarf einen Bau, der sich an der Porta Nigra in Trier orientierte. Detaillierte Pläne lieferten Direktor Karl Reuß und Landesbaurat Otto Ruprecht, die Ausmalung des Treppenhauses schuf Paul Thiersch. Von 1911 bis 1913 erfolgte der Bau des ersten Museumsgebäudes für Vorgeschichte in Deutschland auf einem von der Stadt Halle unentgeltlich überlassenen Areal, das am 9. Oktober 1918 eingeweiht wurde. 1921 erfolgte mit der Gründung des Museumsbundes der Provinz Sachsen die Umbenennung des Museums in Landesanstalt für Vorgeschichte. Im Gartenbereich des Museums wurde 1932 eine Freilichtausstellung eingerichtet. 1934 erfolgt die Umbenennung in Landesanstalt für Volkheitskunde.
Die Kriegswirren des Zweiten Weltkriegs überstanden das Museum und die angeschlossene Fachbibliothek ohne nennenswerte Verluste und bereits im März 1946 konnte die Dauerausstellung wieder eröffnet werden. 1950 wurde das Landesmuseum dem Staatssekretariat für Hochschulwesen der DDR unterstellt, dem späteren Ministerium für Hoch- und Fachschulwesen. Im Jahre 1955 wurde das erste Mammutskelett in der Dauerausstellung präsentiert. 1983 wurde das Museumsgebäude unter Denkmalschutz gestellt und ein Jahr später konnte der millionste Besucher begrüßt werden.
Nach der deutschen Wiedervereinigung 1990 wurde das Landesmuseum zunächst dem Ministerium für Bildung und Wissenschaft und 1991 dem Kultusministerium unterstellt. Am 21. Oktober 1991 beschloss die Landesregierung von Sachsen-Anhalt die Bildung eines Landesamtes für Denkmalpflege und die Umbenennung des Museums in Landesamt für archäologische Denkmalpflege. Am 8. April 1997 erfolgte eine weitere Umbenennung in Landesamt für Archäologie – Landesmuseum für Vorgeschichte – Sachsen-Anhalt. Seit der Bildung des Landesamts für Denkmalpflege und Archäologie Sachsen-Anhalt zum 1. Januar 2004 ist das Landesmuseum eine von mehreren Abteilungen des Landesamtes.
Das Landesmuseum, das seit 2002 die Himmelsscheibe von Nebra beherbergt, ist zusammen mit dem Fundort der Himmelsscheibe, der Kreisgrabenanlage von Goseck, der Kreisgrabenanlage von Pömmelte und dem Großsteingrab Langeneichstädt eine Station auf der touristischen Straße „Himmelswege“.

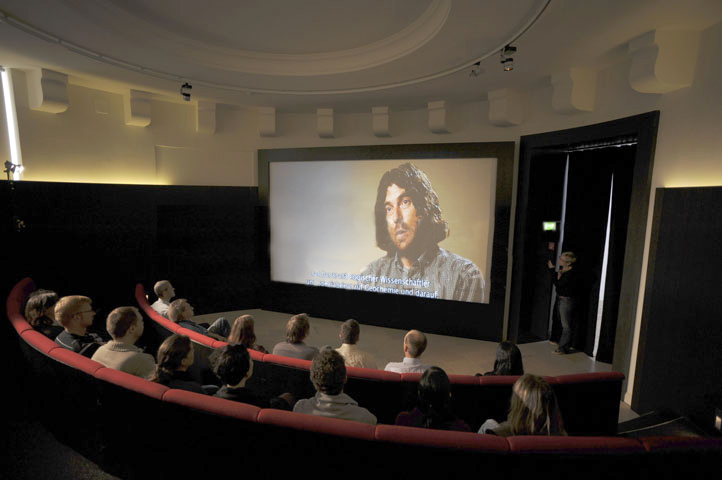
Medienraum des Landesmuseums

Nach umfangreichen Sanierungsarbeiten wurde das Museum am 23. Mai 2008 mit der neuen Dauerausstellung zum Paläolithikum, Mesolithikum, Neolithikum und zur Frühbronzezeit wiedereröffnet. Im Jahr 2010 wurde ein Medienraum mit Kinoleinwand, der etwa 40 Personen Platz bietet, in Betrieb genommen. Ende 2012 erfolgte die Erweiterung der Dauerausstellung um die Epochen der Mittel- und Spätbronzezeit sowie der Frühen Eisenzeit.

## Direktoren bzw. Landesarchäologen
| Name                            | Amtszeit  |
| ------------------------------- | --------- |
| Hans von Borries                | 1884–1890 |
| Julius Schmidt                  | 1890–1897 |
| Rudolf Kautzsch                 | 1898      |
| Oscar Förtsch                   | 1899–1905 |
| Karl Reuß                       | 1906–1912 |
| Hans Hahne 1                    | 1912–1935 |
| Walther Schulz 1                | 1935–1945 |
| Karl-Heinz Otto (kommissarisch) | 1946      |
| Martin Jahn 1                   | 1946–1958 |
| Hermann Behrens                 | 1959–1980 |
| Dieter Kaufmann                 | 1981–1992 |
| Siegfried Fröhlich 2            | 1992–2000 |
| Harald Meller 2                 | seit 2001 |

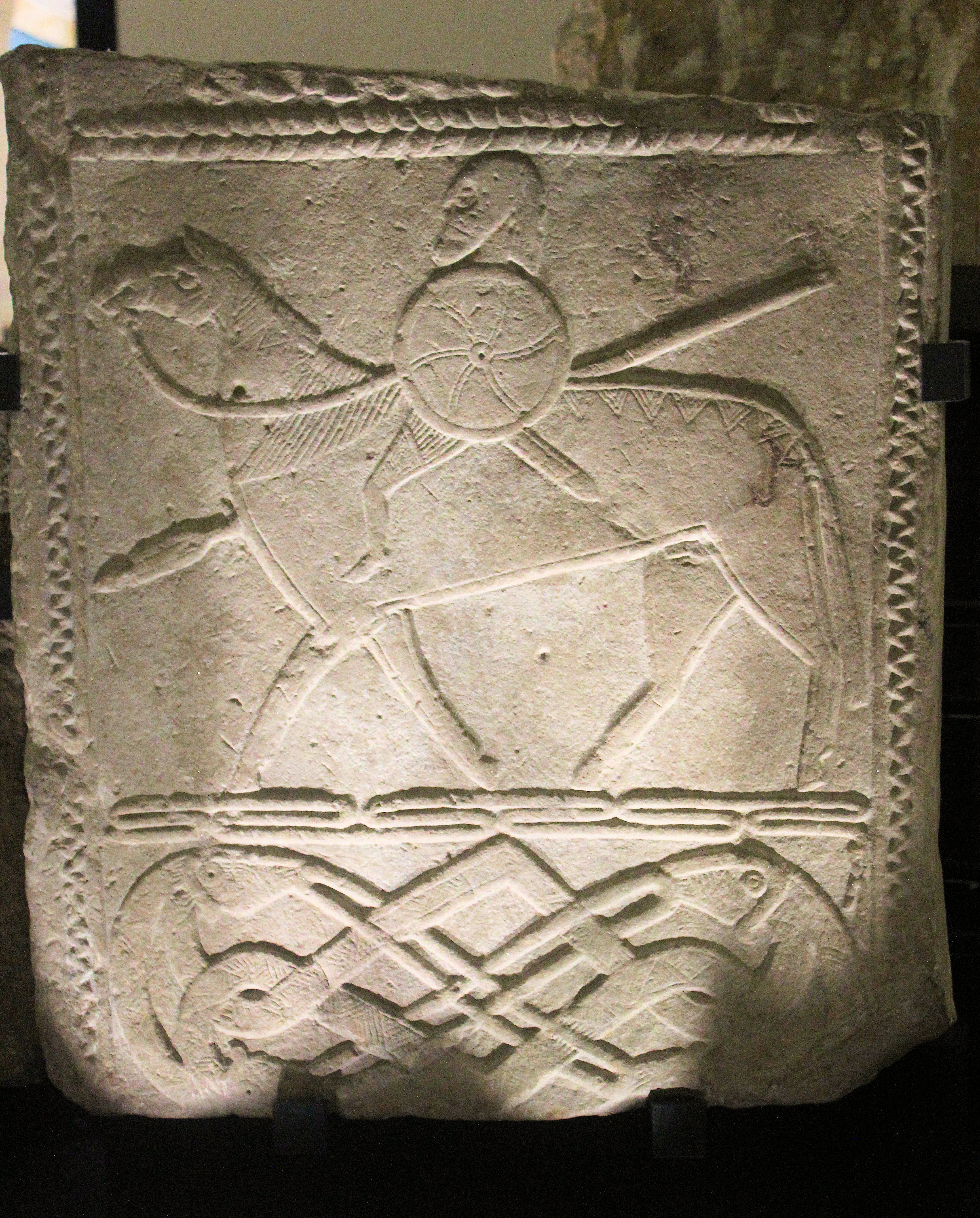
Reiterstein von Hornhausen, ca. 700 n. Chr.

## Ausstellungen

### Dauerausstellungen
In der Dauerausstellung werden die außergewöhnlich interessanten archäologischen Funde Sachsen-Anhalts in zeitlicher Folge – vom Beginn der Steinzeit über die frühe Eisenzeit bis zum Mittelalter und der frühen Neuzeit – ausgestellt. In den letzten Jahren wurde die Dauerausstellung sukzessive erweitert. 

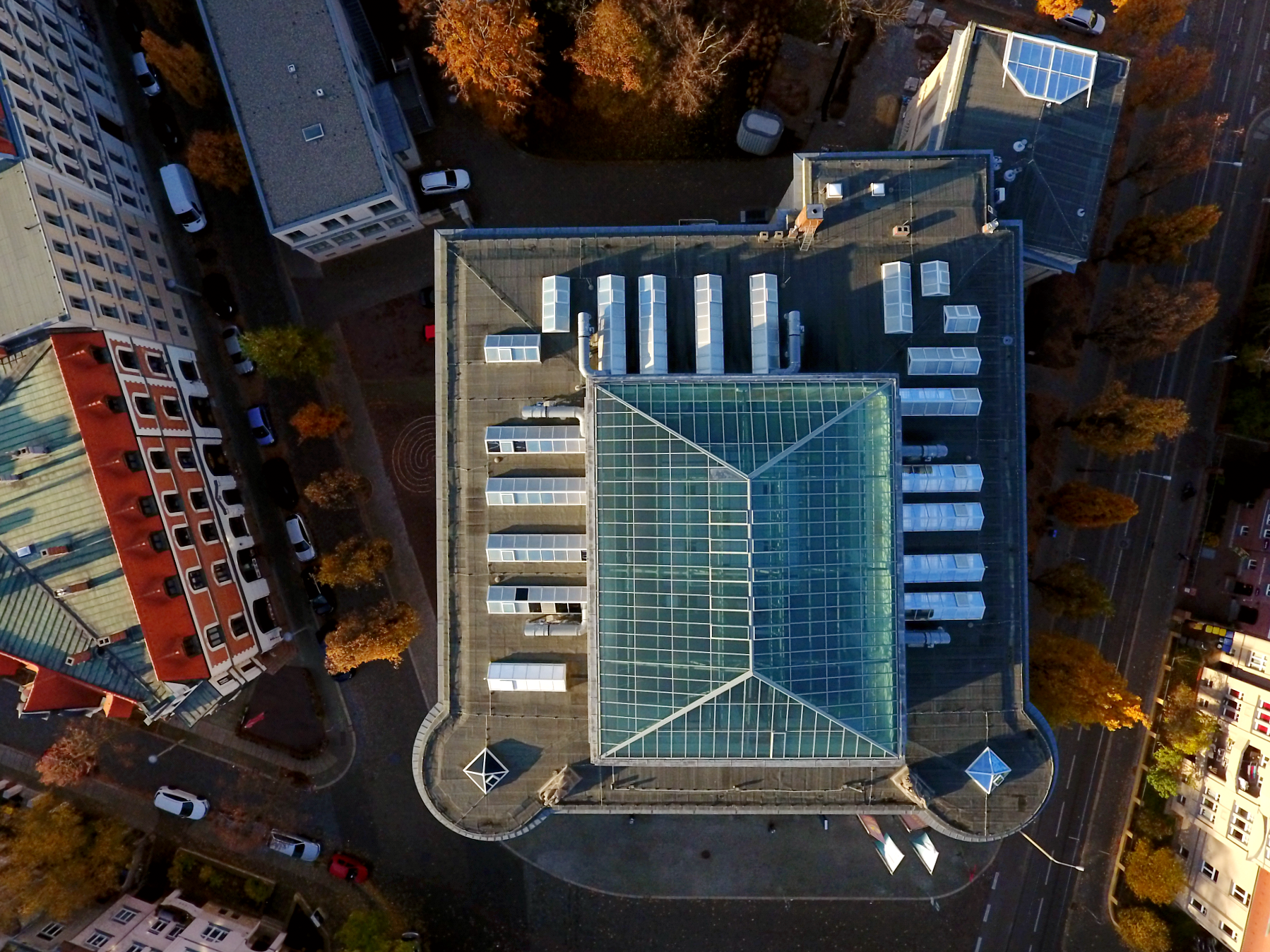
Das Landesmuseum für Vorgeschichte von oben mit Blick auf den verglasten Innenhof.

### Sonderausstellungen
In unregelmäßigen Abständen werden auch Sonderausstellungen im Landesmuseum präsentiert. So war vom 26. März 2010 bis zum 30. Januar 2011 die Ausstellung „Elefantenreich – eine Fossilwelt in Europa“ zu sehen. Es wurden dort die rund 200.000 Jahre alten Relikte eines ganzen Seebiotops, die Archäologen vor dem Schaufelradbagger in der Braunkohlegrube Neumark-Nord retten konnten, gezeigt.
Vom 9. Dezember 2011 bis zum 26. August 2012 zeigte das Museum die Landesausstellung Pompeji, Nola, Herculaneum – Katastrophen am Vesuv. Diese lockte mit hochrangigen Exponaten und einem eigens erarbeiten, neuartigen Konzept rund 224.000 Besucher an. Unter anderem wurde auch die Verbindung zwischen der Wiederentdeckung von Pompeji und Herculaneum im 18. Jahrhundert und Sachsen-Anhalt als Geburtsland der Antiken-Rezeption nördlich der Alpen dargestellt. Im Anschluss wurde die Schau leicht modifiziert und mit großem Erfolg in Madrid präsentiert, ab November 2013 bis März 2014 wurde sie in der Kunsthalle der Hypo-Kulturstiftung München gezeigt.
Vom 5. Juni 2013 bis zum 19. Januar 2014 stellte das Landesmuseum in einer kleinen Sonderausstellung die im Jahre 2011 geborgenen Stuckreste aus der romanischen Kirche Eilenstedt (Sachsen-Anhalt) vor.
Ab dem 14. November 2013 bis zum 18. Mai 2014 präsentierte das Museum das rätselhafte Massensterben der Steinzeit in Mitteldeutschland in einer weiteren neuen Sonderausstellung.
Vom 6. November 2015 bis zum 22. Mai 2016 wurde die Sonderausstellung Krieg – eine archäologische Spurensuche gezeigt, wobei insbesondere die Schlacht bei Lützen und ein im Anschluss an diese angelegtes Massengrab thematisiert wurden.
Seit 1995 gestaltete das Museum folgende Sonderausstellungen:
- Fossile Mammutwelt (15. Februar – 31. August 1995)[4]
- Spurensuche aus der Luft (15. Februar – 31. Dezember 1997)[5]
- Gefährdet – geborgen – gerettet. Archäologische Ausgrabungen in Sachsen-Anhalt von 1991 bis 1997 (1998)
- Gold für die Ewigkeit (28. Oktober 2000 – 28. Februar 2001)[6]
- Schönheit, Macht und Tod (11. Dezember 2001 – 28. April 2002)[7]
- An die Mächte der Natur (11. Dezember 2003 – 18. April 2004)[8]
- Der geschmiedete Himmel (Ausstellung über die Himmelsscheibe von Nebra; 15. Oktober 2004 – 22. Mai 2005)[9]
- Saladin und die Kreuzfahrer (21. Oktober 2005 – 12. Februar 2006)[10]
- Fundsache Luther (31. Oktober 2008 – 26. April 2009)[11]
- Der Kliekener Cranach-Altar. Rettungsaktion Landesschätze. (15. August 2009 – 1. November 2009)[12]
- Elefantenreich (26. März 2010 – 30. Januar 2011)[13]
- Pompeji, Nola, Herculaneum – Katastrophen am Vesuv (9. Dezember 2011 – 26. August 2012)[14]
- 3300 BC – Mysteriöse Steinzeittote und ihre Welt (14. November 2013 – 18. Mai 2014)[15]
- Krieg – eine archäologische Spurensuche (6. November 2015 – 22. Mai 2016)[16]
- Alchemie – Die Suche nach dem Weltgeheimnis (25. November 2016 – 5. Juni 2017)[17]
- Klimagewalten – Treibende Kraft der Evolution (30. November 2017 – 21. Mai 2018)
- Ringe der Macht (15. November 2019 – 1. Juni 2020)
- Die Welt der Himmelsscheibe von Nebra – Neue Horizonte (4. Juni 2021 – 9. Januar 2022)
- Reiternomaden in Europa – Hunnen, Awaren, Ungarn (16. Dezember 2022 – 25. Juni 2023)
- Magie – Das Schicksal zwingen (1. März 2024 – 13. Oktober 2024)

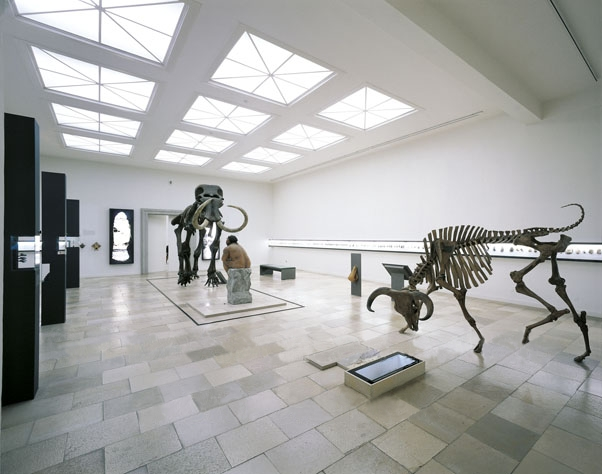
Dauerausstellung Paläolithikum
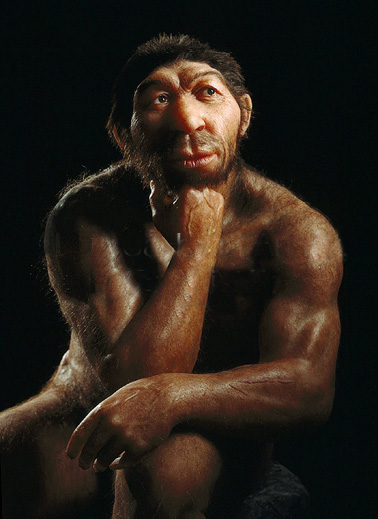
Neandertaler in der Dauerausstellung Paläolithikum
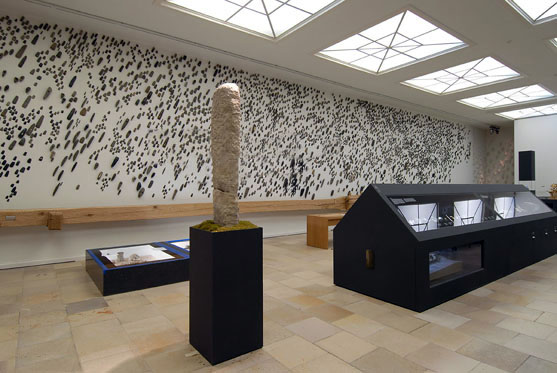
Dauerausstellung Neolithikum
Sonderausstellung Elefantenreich

## Museumsshop

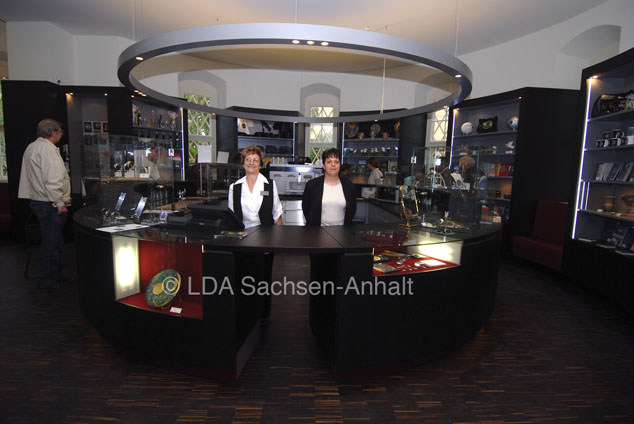
Museumsshop

Im Landesmuseum befindet sich auch ein Café sowie der Museumsshop des Vereins zur Förderung des Landesmuseum für Vorgeschichte Halle (Saale) e. V., wo neben Publikationen auch Schmuck, Uhren, CDs, DVDs des Landesamtes und auch Nachbildungen archäologischer Fundstücke (z. B. der Himmelsscheibe von Nebra) angeboten werden.

## Restaurierungswerkstatt

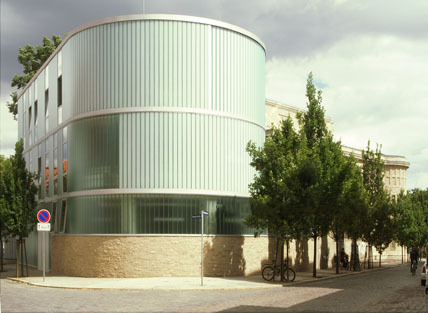
Restaurierungswerkstatt

Nach einer zweijährigen Bauzeit wurde im März 2008 auf dem Museumshof die neue Restaurierungswerkstatt eingeweiht. Das Gebäude mit seinen 860 Quadratmetern Nutz- und Arbeitsfläche bietet auf drei Etagen alle Voraussetzungen, um zeitgemäß naturwissenschaftlich und archäologisch arbeiten und unter besten Bedingungen restaurieren zu können. Das Gebäude wurde vom halleschen Architekturbüro Dietzsch & Weber Architekten entworfen und weist formale Bezüge zum Neanderthal Museum bei Düsseldorf auf, das 1996 fertig gestellt wurde. In Halle entstand jedoch kein Ausstellungs-, sondern ein Funktionsbau mit Lastenaufzug, Ablufteinrichtungen, Hochregallagern, Schmelzöfen, Laborräumen und sogar einer LKW-Einfahrt.

## Veröffentlichungen
- Publikationen des Landesamtes für Denkmalpflege und Archäologie Sachsen-Anhalt (Landesmuseum für Vorgeschichte)

Auswahl:
- Jahresschrift für die Vorgeschichte der sächsisch-thüringischen Länder, Band 1/1902 – 31/1939
- Jahresschrift für mitteldeutsche Vorgeschichte, Band 32/1940 – 90/(2006), 2007
- Mitteldeutsche Vorzeit. Nachrichtenblatt für Vor- und Frühgeschichte, 1934
- Mitteldeutsche Volkheit. Hefte für Vorgeschichte, Rassenkunde und Volkskunde, Jg. 2/1935 – Jg. 9/1942
- Mittheilungen aus dem Provinzial-Museum der Provinz Sachsen zu Halle a.S. H. 1/1894 – H. 3/1912
- Archäologische Berichte aus Sachsen-Anhalt, 1993–1999/Teil IV (2000)
- Veröffentlichungen des Provinzialmuseums zu Halle, Band 1/1918 – 13/1942
- Veröffentlichungen des Landesmuseums für Vorgeschichte zu Halle, Band 14/1955 – 45/1992
- Veröffentlichungen des Landesamtes für archäologische Denkmalpflege Sachsen-Anhalt – Landesmuseum für Vorgeschichte Halle (Saale), Band 46/1993 – 49/1996
- Veröffentlichungen des Landesamtes für Archäologie Sachsen-Anhalt, Band 50/1997 – 57/2003
- Veröffentlichungen des Landesamtes für Denkmalpflege und Archäologie Sachsen-Anhalt – Landesmuseum für Vorgeschichte Halle (Saale), Band 58/2004 – Band 60/2006
- Veröffentlichungen der Landesanstalt für Volkheitskunde. 1935–1944
- Vorgeschichtliche Museumsarbeit und Bodendenkmalpflege. 1950–1958

## Filme
- Das Landesmuseum für Vorgeschichte in Halle (Saale) – Eine Schatzkammer der Archäologie . Landesmuseum für Vorgeschichte Halle. In: YouTube. 21. Dezember 2023, abgerufen am 21. Dezember 2023.